# 奥古斯图斯堡
奥古斯图斯堡（德語：Augustusburg，發音：[aʊˈɡʊstʊsˌbʊʁk] ⓘ）是德国萨克森州中萨克森县的城市，面积23.38平方千米，2023年12月31日人口为4,482人。